# Наговье (озеро)
Наговье — озеро на западе Тверской области в Торопецком районе. Принадлежит бассейну Ловати и Балтийского моря. Площадь — 7,9 км², длина — 5,3 км, ширина до 2,4 км. Высота над уровнем моря — 218 метров, длина береговой линии 19,1 километра. Площадь водосборного бассейна озера — 192 км².
Озеро имеет округлую форму, с сильно изрезанными берегами. Берега почти по всему периметру озера сухие и высокие, местами крутые; лишь на северо-востоке низкие и заболоченные. На озере несколько островов, в центре озера — два самых крупных. На южном берегу острова два глубоко вдающихся в озеро лесистых полуострова. Происхождение озера моренно-подпрудное.
По северному берегу озера проходит дорога ведущая с одной стороны к селу Пожня и Торопцу, а с другой стороны к селу Бологово и далее на Андреаполь.
В озеро впадает несколько небольших речек: Любашевка, река, вытекающая из озера Яновище и Сермяженка; из юго-восточной части озера вытекает Серёжа, представляющая собой в верховьях быстрый порожистый поток.
Озеро популярно у рыбаков и отдыхающих. Служит началом водных походов по Серёже.